# Rivière à la Truite (rivière Madawaska)
Pour le village, voir Rivière-à-la-Truite.
Pour les articles homonymes, voir La Truite.
La Rivière à la Truite est une rivière qui coule dans la partie sud de la péninsule gaspésienne, au Canada.

## Le cours de la rivière
La Rivière à la Truite traverse d'une part la ville de Dégelis, dans la municipalité régionale de comté (MRC) de Témiscouata, dans la région administrative du Bas-Saint-Laurent, au Québec et, d'autre part, la paroisse de Saint-Jacques (Nouveau-Brunswick), dans le comté de Madawaska, au Nouveau-Brunswick.
Elle se déverse sur la rive ouest de la rivière Madawaska. Cette dernière coule vers le sud-est jusqu’à la rive nord du fleuve Saint-Jean au Nouveau-Brunswick. Ce dernier coule vers le sud-est en traversant tout le Nouveau-Brunswick et se déversant sur la rive nord de la baie de Fundy laquelle s’ouvre vers le sud-ouest sur l’océan Atlantique.
Le bassin versant inférieur de la rivière à la Truite est accessible par la route 2 laquelle longe la rive ouest de la rivière Madawaska au Nouveau-Brunswick. La partie supérieure (au Québec) est accessible par la route de Saint-Jean et par la route de Val Lambert.

## Géographie
La rivière à la Truite prend sa source d’un ruisseau de montagne, située dans la partie sud-est de la ville de Dégelis.
La source de la rivière à la Truite est située :
- au sud-ouest du centre du village de Dégelis ;
- au nord-ouest de la frontière du Québec et du Nouveau-Brunswick ;
- au nord-est de la limite de la municipalité de Saint-Jean-de-la-Lande ;
- au sud-ouest du barrage à confluence du lac Témiscouata.

La Rivière à la Truite coule sur 29,0 km répartis selon les segments suivants :
- vers le sud-est dans la partie sud-est de la ville de Dégelis, jusqu’à un pont routier ;
- vers le sud-est, jusqu'à la frontière entre le Québec et le Nouveau-Brunswick ;
- vers le sud-est, jusqu'à un pont routier ;
- vers le sud-est, jusqu’à un ruisseau (venant du sud) ;
- vers le nord-est, jusqu’au pont de la route de la route 2 ;
- vers le nord-est, en traversant le village de la paroisse de Saint-Jacques (Nouveau-Brunswick), ainsi qu’en coupant le chemin de fer du Canadien National, jusqu’à la confluence de la rivière[3].

La rivière à la Truite se déverse sur la rive ouest de la rivière Madawaska, au cœur du village de la paroisse de Saint-Jacques. Cette confluence est située :
- en aval du pont du village de la paroisse de Saint-Jacques (Nouveau-Brunswick) ;
- en aval de la frontière entre le Québec et le Nouveau-Brunswick.

## Toponymie
Le toponyme « Rivière à la Truite » a été officialisé le 5 décembre 1968 à la Commission de toponymie du Québec.